# Temirgóyevtsy
Los temirgóyevtsy o kemirgóyevtsy (en ruso: Темиргоевцы o кемиргоевцы, autodenominación: адыгэ, кIэмгуй adyge, klemgui) son una subetnia de los adigueses o circasianos. Viven mayoritariamente en el este de Adigueya, en Rusia y también están dispersos por el mundo (diáspora). En el siglo XIV los temirgoyevtsy emigraron de la costa del mar negro a la norte del Cáucaso.